# Municipio de Peru (Indiana)
El municipio de Peru (en inglés: Peru Township) es un municipio ubicado en el condado de Miami en el estado estadounidense de Indiana. En el año 2010 tenía una población de 11291 habitantes y una densidad poblacional de 171,06 personas por km².

## Geografía
El municipio de Peru se encuentra ubicado en las coordenadas 40°46′34″N 86°5′10″O / 40.77611, -86.08611. Según la Oficina del Censo de los Estados Unidos, el municipio tiene una superficie total de 66.01 km², de la cual 64.78 km² corresponden a tierra firme y (1.86%) 1.23 km² es agua.

## Demografía
Según el censo de 2010, había 11291 personas residiendo en el municipio de Peru. La densidad de población era de 171,06 hab./km². De los 11291 habitantes, el municipio de Peru estaba compuesto por el 93.4% blancos, el 2.37% eran afroamericanos, el 1.35% eran amerindios, el 0.35% eran asiáticos, el 0.02% eran isleños del Pacífico, el 0.35% eran de otras razas y el 2.15% pertenecían a dos o más razas. Del total de la población el 2.19% eran hispanos o latinos de cualquier raza.